# Aicsi prefektúra
Az Aicsi prefektúra (japánul 愛知県, Aicsi-ken) Japán 47 prefektúrájának egyike, amely a Csúbu régióban, Honsú szigetén fekszik. Székhelye Nagoja.

## Elhelyezkedés

### Nagyvárosok
38 nagyváros található ebben a prefektúrában:
| - Aiszai - Ama - Andzsó - Cusima - Csirjú - Csita - Gamagóri - Handa - Hekinan - Icsinomija - Inazava - Inujama - Ivakura | - Jatomi - Karija - Kaszugai - Kijoszu - Kitanagoja - Komaki - Kónan - Mijosi - Nagakute - Nagoja - Nisio - Nissin - Okazaki | - Óbu - Ovariaszahi - Sinsiro - Szeto - Tahara - Takahama - Tókai - Tokoname - Tojoake - Tojohasi - Tojokava - Tojota |

### Kisvárosok, falvak
A nagyvárosok körzetei szerint:
| - Aicsi körzet - Tógó - Ama körzet - Kanie - Óharu - Tobisima - Csita körzet - Agui - Higasiura - Mihama - Minamicsita - Taketojo | - Kitasitara körzet - Sitara - Tóei - Tojone - Nisikaszugai körzet - Tojojama - Niva körzet - Fuszó - Ógucsi - Nukata körzet - Kóta |